# Acalymma bohemani
Acalymma bohemani es una especie de  coleóptero de la familia Chrysomelidae.
Fue descrita científicamente por primera vez en 1887 por Jacoby.